# Peter Meusburger
Peter Meusburger  (* 14. März 1942 in Lustenau, Vorarlberg; † 18. Dezember 2017) war ein österreichischer Geograph und Hochschullehrer.

## Leben
Peter Meusburger studierte ab 1962 an der Universität Innsbruck Geographie, wo er bei Hans Kinzl 1969 Sub auspiciis zum Dr. phil. promovierte und sich 1980 auf dem Gebiet der Geographie habilitierte. 1983 wurde er an die Ruprecht-Karls-Universität Heidelberg berufen, wo er bis zu seiner Emeritierung im Jahr 2007 einen Lehrstuhl für Wirtschafts- und Sozialgeographie am Geographischen Institut innehatte und er nach seiner Emeritierung erster Distinguished Senior Professor der Universität wurde. An der Universität Heidelberg war er außerdem 1987/88 und 1988/89 Dekan der Fakultät für Geowissenschaften, 1991/92 und 1992/93 Prorektor und von 1999 bis 2006 Mitglied des Senats, außerdem Senatssprecher und Kurator der Stiftung Universität Heidelberg.
Gastprofessuren hatte er an verschiedenen Universitäten in Japan, China und Brasilien. Von 2001 bis 2003 fungierte er als Präsident der Deutschen Gesellschaft für Geographie. Als Handschuhsheimer Bürger war er Mitglied im Bezirksbeirat der Stadt Heidelberg.
In seiner wissenschaftlichen Arbeit beschäftigte er sich unter anderem mit der Geographie des Bildungs- und Qualifikationswesens, der Arbeitsmarktforschung und der regionalen Frauenforschung. Ab 1994 war er wissenschaftlicher Beirat der Vorarlberger Landesregierung, für das Land Vorarlberg untersuchte er unter anderem die Abwanderung von Hochqualifizierten aus Vorarlberg und die Bildungsgeschichte Vorarlbergs.
Peter Meusburger starb am 18. Dezember 2017 im Alter von 75 Jahren.

## Auszeichnungen (Auswahl)
- 1968: Johann-Hampel-Preis der Österreichischen Geographischen Gesellschaft
- 2006: Franz-von-Hauer-Medaille der Österreichischen Geographischen Gesellschaft
- 2010: Vorarlberger Wissenschaftspreis[7]
- 2010: Ehrendoktor der Eötvös-Loránd-Universität[8]
- 2010: Ehrenmitglied der Ungarischen Geographischen Gesellschaft[8]
- 2010: AAG Presidential Achievement Award der American Association of Geographers[9]

## Publikationen (Auswahl)
- 1969: Die Vorarlberger Grenzgänger, Kommissionsbuchhandlung, Innsbruck
- 1980: Beiträge zur Geographie des Bildungs- und Qualifikationswesens: regionale und soziale Unterschiede des Ausbildungsniveaus der österreichischen Bevölkerung, Institut für Geographie der Universität Innsbruck
- 1997: Arbeitsmarktgeographie: Erwerbstätigkeit und Arbeitslosigkeit im räumlichen Kontext, gemeinsam mit Heinz Faßmann, Teubner-Verlag, Stuttgart 1997, ISBN 978-3-519-03437-7.
- 1998: Bildungsgeographie: Wissen und Ausbildung in der räumlichen Dimension, Spektrum, Heidelberg/Berlin 1998, ISBN 978-3-8274-0051-2.
- 1999: Handlungszentrierte Sozialgeographie: Benno Werlens Entwurf in kritischer Diskussion, Franz Steiner Verlag, Erdkundliches Wissen. Schriftenreihe für Forschung und Praxis, Band 130, ISBN 978-3-515-07613-5.
- 2001: Transformations in Hungary: Essays in Economy and Society, gemeinsam mit Heike Jöns, Physica-Verlag, Heidelberg 2001, ISBN 978-3-7908-1412-5.
- 2003: Humanökologie: Ansätze zur Überwindung der Natur-Kultur-Dichotomie, gemeinsam mit Thomas Schwan, Franz Steiner Verlag, Erdkundliches Wissen. Schriftenreihe für Forschung und Praxis, Band 135, ISBN 978-3-515-07613-5.